# Tuineje
Tuineje er en by og kommune i det sydvestlige Spanien på øen Fuerteventura i provinsen Las Palmas, De Kanariske Øer. Den har et indbyggertal på 16.454 (2024) indbyggere.